# Vittorio Imbriani
Vittorio Imbriani (Napoli, 27 ottobre 1840 – Napoli, 1º gennaio 1886) è stato uno scrittore italiano.

## Biografia
Figlio di un liberale, Paolo Emilio Imbriani, e nipote del poeta risorgimentale Alessandro Poerio, di cui la madre Carlotta Poerio era sorella, seguì fin da bambino (1849) il padre in esilio. Trascorse la sua giovinezza prima a Nizza e poi a Torino, dove la famiglia si stabilì nel 1856. Nel 1858 seguì a Zurigo i corsi su Petrarca e la letteratura cavalleresca tenuti da Francesco de Sanctis, che venerò come un maestro fino alla rottura, per insanabili divergenze politiche e personali (Imbriani «ritenne De Sanctis - a torto - colpevole di un proprio insuccesso amoroso»). Nel 1859 partì volontario per la seconda guerra di indipendenza senza potervi combattere, per l'improvvisa pace separata tra Francia e Austria. 
Nel 1860 proseguì gli studi a Berlino, dove studiò letteratura e filosofia a contatto col romanticismo tedesco. Approfondì in particolare il pensiero di Hegel convertendosi a un assolutismo monarchico reggente uno Stato etico. La sua posizione politica, fortemente reazionaria, ne fece però un isolato anche nella destra storica in cui pure militò tutta la vita: «L'individuo, secondo me, non esiste, non debba esistere che per e nello Stato; a questo Moloch deve sacrificare tutto, libertà, affetto, opinioni».
Nel 1861 tornò a Napoli, anche per evitare gli strascichi giudiziari di uno dei suoi tanti duelli. Due anni dopo vi ottenne la libera docenza di estetica, pubblicando la prolusione Del valore dell'arte forestiera per gli Italiani. Ebbe inizio in questo periodo un'intensa attività giornalistica per varie riviste che proseguì per il resto della sua vita. Nel 1864, come delegato della Loggia massonica "La Libbia d'Oro" di Napoli, fu segretario dell'Assemblea costituente del Grande Oriente d'Italia a Firenze. In quest'occasione votò contro la proposta della Loggia "Azione e Fede" di Pisa d'influire sul governo perché fosse votata al più presto la legge per la soppressione delle corporazioni religiose.  Nel 1866 tenne un corso di estetica nell'università di Napoli, che pubblicò in opuscolo col titolo Dell'organismo poetico e della poesia popolare italiana. Nello stesso anno partì volontario garibaldino per la terza guerra di indipendenza e partecipò alla battaglia di Bezzecca, dove fu catturato e inviato in prigionia in Croazia. Mentre era di stanza con la sua brigata a Gallarate conobbe Eleonora Bertini, moglie del nobile Luigi Rosnati, con la quale ebbe una lunga e intensa relazione amorosa e delle cui due figlie fu precettore.
Tornato dopo una prigionia di pochi mesi a Napoli, dove s'era diffusa la falsa notizia della sua morte, non si mosse più tranne soggiorni più o meno lunghi a Firenze (1867 - 1870) e Roma (1871). Intraprese da allora una frenetica attività culturale in campo letterario, politico e critico-saggistico, di cui sono testimonianza varie pubblicazioni e la collaborazione a molte riviste della destra risorgimentale o storica. Nel 1872 fondò con Bertrando Spaventa e Francesco Fiorentino il «Giornale napoletano di filosofia e lettere», d'indirizzo hegeliano. Nel 1876 visse come tragedia nazionale l'ascesa al potere della sinistra risorgimentale, tanto da mettere il lutto per l'occasione, e intensificò l'attività politica fino a essere eletto consigliere provinciale nel mandamento di Pomigliano d'Arco. Nel 1877 partecipò al concorso per la cattedra di letteratura italiana dell'Università di Napoli, ma venne respinto. Subodorando motivi politici nella bocciatura, fece ricorso al re per cambiare il giudizio della commissione, presieduta da quel Carducci che egli aveva attaccato con veemenza per i trascorsi repubblicani e il recente voltafaccia filomonarchico.
Nel 1878 sposò a Milano Gigia Rosnati, figlia minore dell'ex amante, molto più giovane di lui e a differenza di lui molto religiosa. Nel 1879 nacque il primogenito Paolo Emilio II, che morì due anni dopo nel 1881, anno della nascita della secondogenita Carlotta, anch'ella destinata a una morte precocissima. I guai privati si aggravarono con la malattia contratta nel 1880: una tabe dorsale che lo ridusse progressivamente alla paralisi completa. Ciò non gli impedì di pubblicare e collaborare a riviste anche negli ultimi anni di vita. Nel 1884 gli venne finalmente assegnata la cattedra di letteratura italiana dell'Università di Napoli, ma per lo stadio troppo avanzato della malattia non poté tenere alcuna lezione. Il primo gennaio del 1886 Vittorio Imbriani morì nella città natale.
A traccia di un'esistenza piuttosto breve, ma fitta di incontri e vicende, restano i Carteggi pubblicati in due volumi: Vittorio Imbriani intimo, lettere familiari e diari inediti e Gli Hegeliani di Napoli e altri corrispondenti letterati ed artisti, a cura di N. Coppola, Roma, Istituto di Storia del Risorgimento, 1963-64.

## Saggi e studi

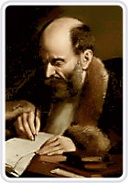
Vittorio Imbriani

Attento studioso della letteratura popolare, che andava integrata nella sua visione organica nell'alveo letterario della nuova nazione unita, raccolse e pubblicò a più riprese fiabe, canti e novelle di tradizione orale. Spiccano La novellaja fiorentina (Napoli 1871), ripubblicata con l'integrazione de La novellaja milanese a Livorno nel 1877, i Canti popolari delle provincie meridionali pubblicati per i tipi di Loescher (1871- 72) e i XII conti pomiglianesi pubblicati a Napoli nel 1877.
Simile esigenza di integrazione nazionale ha il suo interessamento e studio della lingua, di cui fu, con Tommaseo, per unanime riconoscimento critico, il massimo esperto del suo secolo. Contro la pruderie toscaneggiante, Imbriani avrebbe voluto una lingua preservata in tutta la sua ricchezza, apporto di tutti i dialetti d'Italia, adattata ai nuovi tempi, con libero uso di forestierismi, anzitutto i gallicismi, contro le fisime dei puristi: una posizione teorica della lingua come fatto sociale che si riverberava poi in un ben preciso e inconfondibile stile di scrittura, contrario ai gusti e alle mode letterarie correnti. Importanti sono per la questione della lingua nel nuovo Stato unitario gli Appunti critici, editi a Napoli nel 1878.
In ambito di riscoperta del grande passato letterario, contrapposto polemicamente al presente, è l'indagine e lo studio degli autori del Cinque e Seicento meridionale. Il suo studio su Giovan Battista Basile segna la riscoperta di questo artista prima d'allora poco considerato: Il gran Basile: studio biografico e bibliografico (Napoli 1875) e la pubblicazione della Posilecheata di Pompeo Sarnelli (Napoli 1885), da lui curata pochi mesi prima di morire, ormai devastato dalla malattia.
A partire dal 1882, Imbriani pubblicò, in collaborazione con Carlo Maria Tallarigo, una Nuova crestomazia italiana in più volumi. Una menzione a parte meritano gli studi su Dante, fonti anch'essi di memorabili scontri coi dantisti fautori di tesi opposte, che furono raccolti e pubblicati postumi a cura di Felice Tocco (Studi danteschi, Firenze 1891).
Tra i suoi studi estetici l'interessante “teoria della macchia” in pittura, che mostra un Imbriani acuto osservatore, pur dal suo “splendido isolamento” di reazionario, della realtà artistica contemporanea: «la macchia è un accordo di toni, cioè di ombra e di luce, atto a suscitare nell'animo un qualsivoglia sentimento esaltando la fantasia fino alla produttività... La macchia è la parte subjettiva del quadro; mentre invece l'esecuzione è la parte obiettiva, è il soggetto che si fa valere e s'impone». Brillante e spesso polemica con artisti e soprattutto critici d'arte è la raccolta delle sue cronache sull'omonima mostra napoletana La quinta Promotrice (1868).
Significative le Fame usurpate date in stampa a Napoli nel 1877 e giustamente definite “terribili”, raccolta di quattro saggi critici che sono altrettante stroncature dei poeti Aleardo Aleardi e Giacomo Zanella, del Faust di Goethe e delle traduzioni di Andrea Maffei. E, anche per i risvolti biografici, i due scritti contro Giosuè Carducci: Uno sguaiato Giosuè, uscito sulla rivista “La Patria” nel 1868, e l'ode Alla regina un monarchico, che replicava polemicamente all'ode carducciana Alla regina d'Italia.

## Scritti politici
Numerosi i suoi scritti politici, per la più parte disseminati nelle numerose riviste alle quali collaborava. Il loro tratto principale è l'opposizione a un andazzo della cosa pubblica ritenuto debole, corrotto e indegno della passata grandezza del paese e della forza e saldezza necessaria alla nazione di recente unificata; intransigenza che s'incrudì con l'ascesa della sinistra e che seppe giungere a una simile paradossale affermazione, dove Cesare Borgia e Maramaldo assurgono a simboli di buongoverno: «Che bella Italia sarebbe stata quella, che avesse avuto a capo un Cesare Borgia, per ministri de' Machiavelli, de' Guicciardini, de' Pontano, per generali de' Bartolomeo d'Alviano, de' Piero Strozzi, de' Renzo da Ceri, de' Fabrizio Maramaldo, per capo dell'istruzion pubblica un Bembo, per poeti aulici Ariosto, Trissino, Tasso... Ahimè invece... ma che cosa mi ha fatto questo povero foglio di carta per contaminarlo co' nomi de' nostri contemporanei». Da notare anche che quel Pietro Bembo a capo dell'istruzione è ben probabile una sarcastica allusione a Francesco de Sanctis, l'ex venerato maestro, che detestava il Bembo e che per allora era l'effettivo ministro dell'istruzione del governo di sinistra. Parte dei suoi scritti politici è raccolta in Passeggiate romane, a cura di M. Praz, Bologna, Boni, 1980; e Ghiribizzi politici, a cura di N. Coppola in osservatorio politico-letterario, Roma, 1956; riediti a cura di B. Iezzi, Massa Lubrense, 1983.
In questo senso va valutato anche il leitmotiv imbrianesco dell'applicazione inflessibile della pena capitale, che ricorre in alcune opere letterarie e che fu trattato esplicitamente in alcuni scritti di grande forza polemica: Per la pena capitale, Napoli, 1865; Pena capitale e duello, Bologna, 1869. Fino a giungere all'esaltazione poetica del tema nell'ode Inno al cànape d'un monarchico (1881).

## Opere letterarie
Nelle opere letterarie di Vittorio Imbriani confluiscono tutti i suoi studi, le sue inclinazioni e le sue avversioni contro i gusti e le convenzioni letterarie del tempo. 
I due romanzi, Merope IV (1867) e Dio ne scampi dagli Orsenigo (1876) sono la parodizzazione e il ribaltamento ironico dei romanzi sentimentali torbidamente psicologici in cui il secondo Ottocento romantico si compiaceva di rappresentare i suoi amori proibiti, ammantando di eccezionalità i personaggi e le storie raccontate e ammiccando al gusto patetico e sentimentale dei lettori. L'operazione “perfida” di Imbriani non era solo di affermare che il rapporto adulterino è giogo più pesante e noioso del matrimonio stesso, ma anche di smontare l'impalcatura narrativa su cui i romanzi si reggevano e assecondavano le aspettative del lettore-tipo di quel prodotto letterario, usando la sua sterminata conoscenza linguistica e culturale in un miscuglio di registri differenti di lingua e di citazioni per interrompere e sviare il flusso del racconto.
I testi che più hanno destato interesse editoriale e contribuito alla recente riscoperta di questo autore sono:
- La bella bionda. È un racconto lungo ambientato nella Napoli del tempo, in cui l'autore mette in primo piano l'ignavia e la corruzione della classe politica nella figura di Mimì Squillacciotti che, brigato perché la bella Ersilia, orfana e povera, ottenesse un posto di maestra dopo averne fatto la sua amante, e attaccato per questo dai propri avversari politici non meno corrotti di lui, crolla politicamente portandosi dietro di sé Ersilia, che perde il posto e la sicurezza economica conquistata. Ma la scelta cinicamente consapevole della bella bionda di usare le sue grazie per procacciarsi da vivere autonomamente riscatta questa figura femminile — e il racconto — dalla fine strappalacrime che sembrava profilarsi. Tale consapevolezza, anche se con una forzatura anacronistica, ha fatto definire questo racconto dalla casa editrice che di recente l'ha riedito: «il primo romanzo femminista italiano».
- Mastr'Impicca. Anche qui, però in controluce, è satireggiata l'imbelle classe politica del tempo e le sue istituzioni. Il modello letterario in cui l'autore trasfonde la satira, il racconto fantastico popolaresco o fiaba, libera maggiormente l'estro e il divertimento nel trattare il tema. Mastr'Impicca è uno dei racconti in cui l'autore sostiene una delle idee cardine della sua ideologia politica, nonché una delle più "scandalose", ovvero la validità e l'utilità della pena di morte.
- La novella del vivicomburio. La veste boccaccesca del racconto, l'esplicitezza del linguaggio e delle metafore sessuali mutuata dai pornografi del Cinquecento come l'Aretino, l'uso della lingua furbesca, il gergo furfantesco del Cinquecento, fanno di questo racconto in cui l'Imbriani ritorna sul tema prediletto della pena capitale un esercizio di bravura stilistica. Con l'intuizione del mondo cinica e beffarda propria di questo intellettuale reazionario, il personaggio più straordinario è il capitano genovese dell'equipaggio di sodomiti, tale Parodi, che fin sopra il rogo che lo brucerà vivo ― di qui il termine vivicomburio ―  proclamerà coram populo la supremazia della sua scelta sessuale: sodomita impenitente fino all'ultimo. Alcune citazioni di passi della novella possono dar conto dello straordinario gioco linguistico

- L'impietratrice. La sterminata erudizione, in questa “panzana”, tale è definita dall'autore, è usata per avviare invece la possibilità di un diverso svolgimento storico. Citazione dopo citazione libresca, Cesare Borgia raggiunge il nuovo mondo e convince per amore la medusa azteca Ciaciunena, la bellissima principessa che pietrifica chiunque la fissi negli occhi, a essere strumento della sua vendetta e cambiare il corso della storia italiana. Ma innamoratosi anche lui, viene inavvertitamente pietrificato dalla fanciulla. Che disperata, vuole almeno portare a termine la vendetta dell'uomo che amava, e giunge in Vaticano alla presenza di Giulio II per pietrificare il papa e tutta la sua corte. I suoi poteri lapidificatori decadono in questo emisfero e Giulio II scampa alla pietrificazione quanto al corpo.

## La controversa fortuna
- 1861 – Del valore dell'arte forestiera per gli Italiani
- 1865 – Per la pena capitale
- 1866 – Dell'organismo poetico e della poesia popolare italiana
- 1867 – Merope IV
- 1868 – La quinta Promotrice
- 1868 – Uno sguaiato Giosuè
- 1869 – Pena capitale e duello
- 1871 – Passeggiate romane
- 1871 – La novellaja fiorentina (a cura di)
- 1871-72 – Canti popolari delle provincie meridionali (a cura di)
- 1874 – Mastr'Impicca
- 1875 – Il gran Basile: studio biografico e bibliografico
- 1875 – L'impietratrice
- 1876 – La bella bionda
- 1876 – Dio ne scampi dagli Orsenigo
- 1877 – La novellaja milanese (a cura di)
- 1877 – XII conti pomiglianesi (a cura di)
- 1877 – Fame usurpate
- 1877 – La novella del vivicomburio
- 1878 – Alla regina un monarchico
- 1878 – Appunti critici
- 1881 – Inno al cànape d'un monarchico
- 1885 – Posilecheata (a cura di)
- 1891 – Studi danteschi (postumi)
- 1907 – Studi letterari e bizzarrie satiriche (id.)
- 1956 – Ghiribizzi politici (id.)
- 1963-64 – Carteggi (id.)

L'atteggiamento costantemente polemico di Imbriani verso i contemporanei in ogni campo (politico, culturale, letterario) spiega l'eclissi dello scrittore intervenuta con la morte dell'uomo. Sarà Croce a recuperare agli inizi del Novecento quell'autore particolare che però era appartenuto all'entourage dello zio e maestro Bertrando Spaventa. In quest'opera meritoria restava tuttavia confermato in Croce il giudizio scisso di un Imbriani studioso serio e capace ma scrittore umorale e bizzarro, come rivela il titolo dell'antologia di scritti da lui curata: Studi letterari e bizzarrie satiriche (1907).
Nel 1968 Gianfranco Contini dà invece una lettura unitaria della vicenda di Imbriani, accostando il suo caso e il suo stile a quello di Carlo Emilio Gadda, la cui grandezza veniva pienamente riconosciuta in quel tempo. Da allora gli studi e le pubblicazioni su Imbriani si sono susseguiti abbastanza regolarmente, e se pure il "misantropo napolitano", come Imbriani stesso ebbe a definirsi, resta ancora uno scrittore piuttosto "di nicchia", la sua presenza e importanza anche in letteratura è oggi riconosciuta dalla critica più avvertita.

## Opere riedite di recente
- Dio ne scampi dagli Orsenigo e altri racconti, a cura di L. Baldacci, Firenze, Vallecchi, 1972
- Il vivicomburio e altre novelle, a cura di A. Palermo, Firenze, Vallecchi, 1977
- L'impietratrice,  a cura di G. Pacchiano, Milano, Serra e Riva, 1983
- Merope IV, a cura di G. Pacchiano, Milano, Serra e Riva, 1984
- La religione dell'ateo, a cura di F. Esposito Napoli, Tempi moderni, 1985
- Mastr'Impicca a cura di L. Sasso, Milano, Costa & Nolan, 1988
- I romanzi, a c. di F. Pusterla, Parma, Fondazione Pietro Bembo-Guanda, 1992
- Racconti e Prose (1863-1876), a c. di F. Pusterla, Parma, Fondazione Pietro Bembo-Guanda, 1992.
- Racconti e Prose (1877-1886), a c. di F. Pusterla, Parma, Fondazione Pietro Bembo-Guanda, 1994.
- Fanta-Ghirò, persona bella, Beccogiallo, Mursia, 1994,  p. 30, ISBN 978-88-425-1760-3.
- La bella bionda, a cura di P. Flecchia, Viterbo, Stampa Alternativa, 2004.
- I romanzi, a c. di F. Pusterla, Milano, Garzanti, 2006.
- Libro di preghiere muliebri, a c. di V. Guarracino, Milano, Otto/Novecento, 2009.
- Merope IV. Sogni e fantasie di Quattr'Asterischi, a cura di Rinaldo Rinaldi, Roma, Carocci, 2009.
- Appunti critici, a c. di G. Riso Alimena, Roma-Padova, Antenore, 2009.
- Poesie, a c. di G. Riso Alimena, Milano, Fondazione Pietro Bembo / Parma, Guanda, 2010.
- L'impietratrice. Panzana, a cura di G. Cenati, S. Maria Capua Vetere, Edizioni Spartaco, 2025.